# 61 de l'Ossa Major
61 de l'Ossa Major (61 Ursae Majoris) és un estel a la constel·lació de l'Ossa Major de magnitud aparent +5,31, situada a l'est de Alula Borealis (ν Ursae Majoris) i nord-est d'Alula Australis (ξ Ursae Majoris). S'hi troba a 31,1 anys llum del sistema solar.
61 Ursae Majoris és un nan groc de tipus espectral G8V, un anàleg solar de característiques físiques similars a les del Sol. Més fred i de menor grandària que el Sol, la seva massa aproximada és el 87% de la massa solar i el seu diàmetre està comprès entre el 84 i el 89% del solar. Amb poc més de la meitat de la lluminositat solar, té una metal·licitat —valor que es relaciona amb l'existència de sistemes planetaris— corresponent al 83% de la del Sol.
61 Ursae Majoris està catalogat com un estel variable la lluentor del qual varia entre magnitud 5,30 i 5,35. Encara que la seva activitat cromosfèrica suggereix que la seva edat pot ser de sols 500 milions d'anys, l'absència d'un disc de pols observable —com l'existent en ε Eridani—, sembla indicar una edat superior a 1.000 milions d'anys.
La seva proximitat i característiques físiques fan de 61 Ursae Majoris un objectiu prioritari en la cerca de planetes terrestres dins dels projectes Darwin i Terrestrial Planet Finder. Fins al moment no s'ha detectat la presència de nans marrons o planetes jovians orbitant prop de l'estel.
Els estels més propers a 61 Ursae Majoris són Groombridge 1830, a 2,6 anys llum, Gliese 450, a 3,4 anys llum, i el sistema estel·lar Alula Australis (ξ Ursae Majoris), a 4,7 anys llum.

## 61 Ursae Majoris en la ciència-ficció
61 Ursae Majoris apareix de manera prominent a l'espai conegut de l'escriptor Larry Niven com l'estel entorn de la qual orbita el planeta mare —el tercer en distància a ella— dels Kzinti.